# ميدان العتبة
أحد أهم مناطق القاهرة على الإطلاق، وتعد مركزا تجاريا للعديد من أنواع التجارة والبضائع كانت تسمى فيما مضى بالعتبة الخضراء ولكن وجراء ما لحق بها اعتداءات وما بني بها من عشوائيات حذفت كلمة الخضراء وبقيت على اسم العتبة.

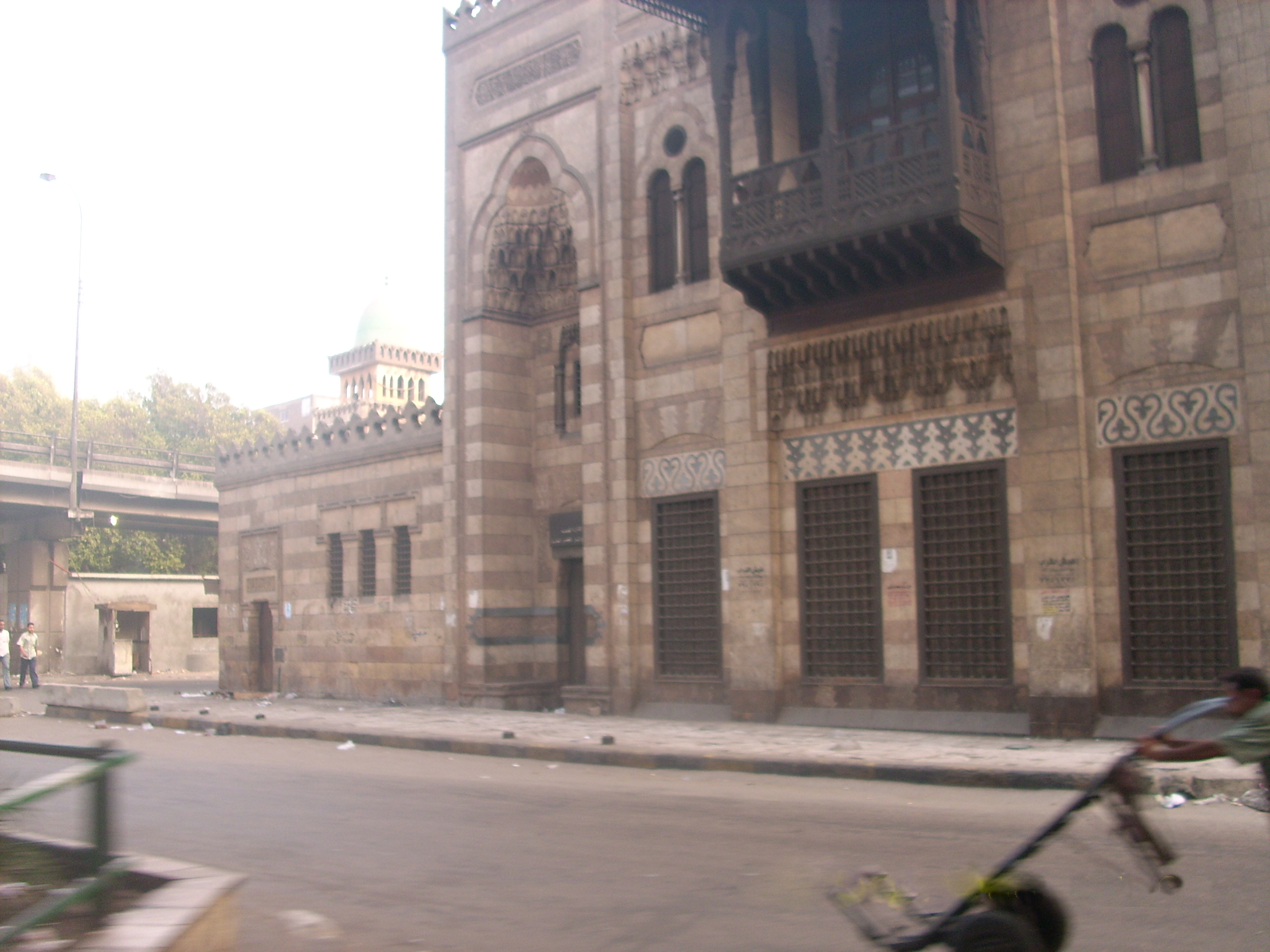
إدارة الأثار الإسلامية بالعتبة

حريق العتبة (الرويعي )

## تاريخ العتبة

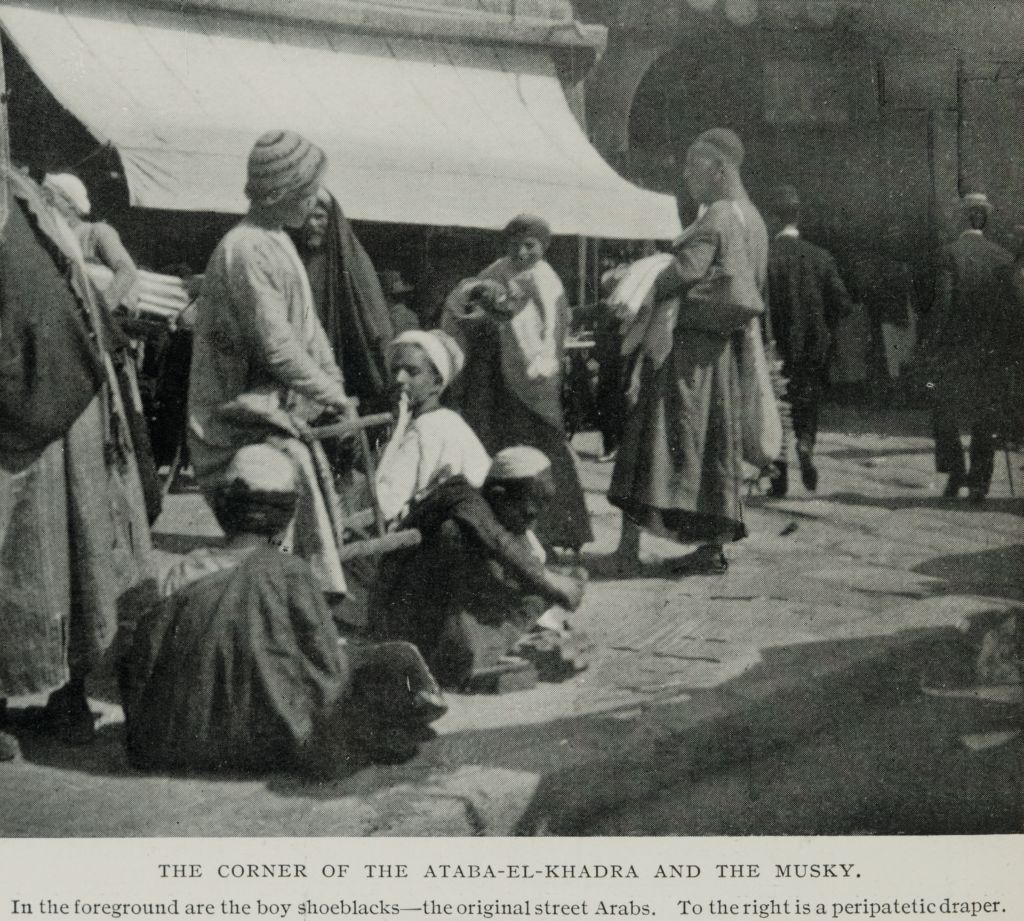

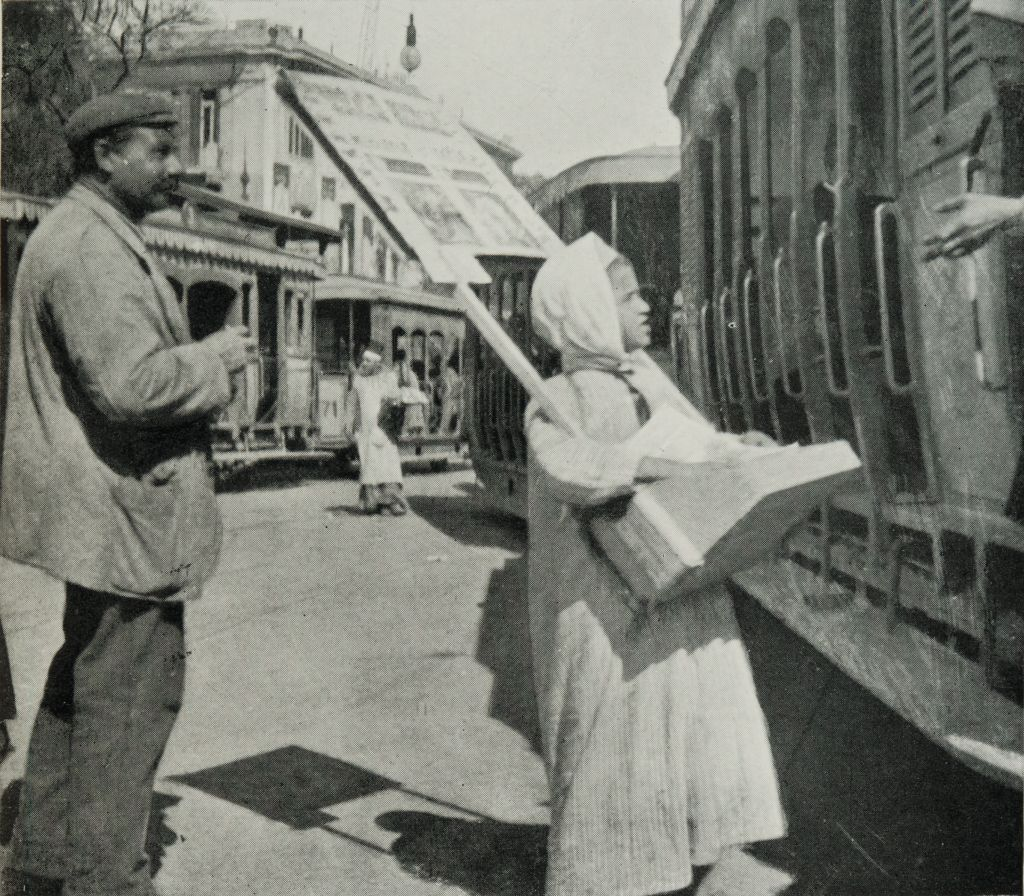
طفل يبيع جرائد لركاب الترامواي بالعتبة الخضراء أثناء ثورة 1919.

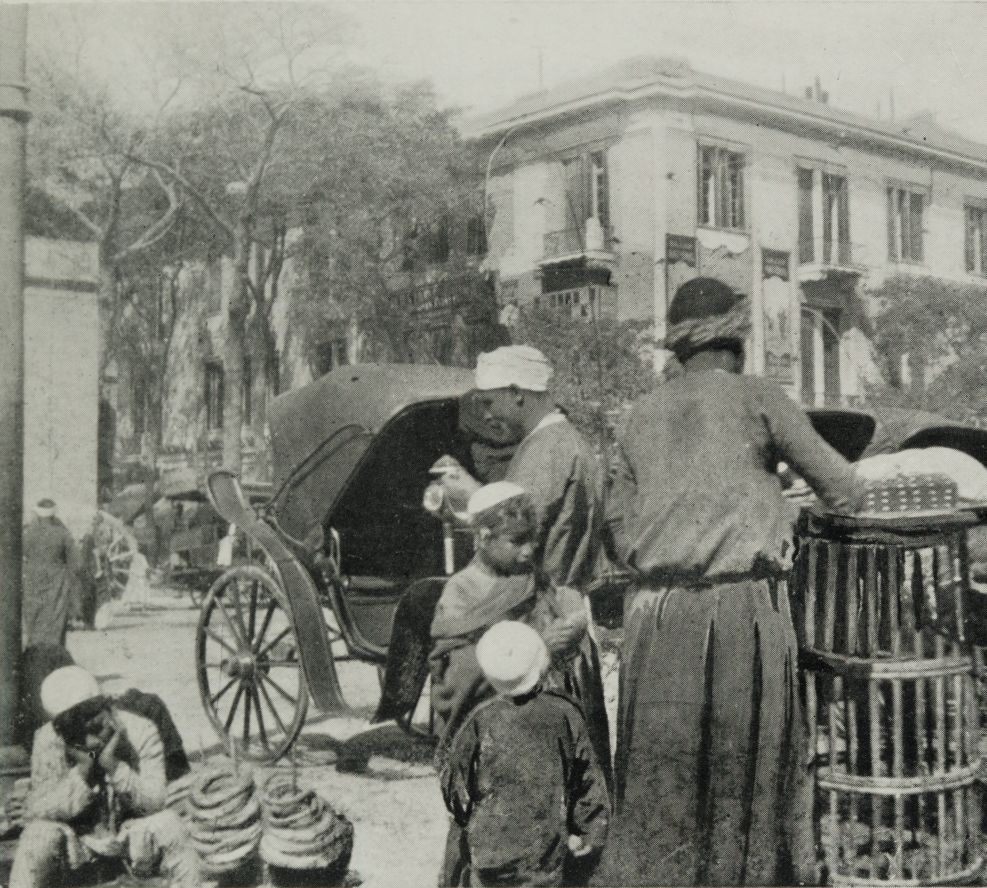

- سور الأزبكية وهو المكان الأشهر لتجارة الكتب والمجلات المستعملة على تنوع واختلاف مجالاتها
- مسجد الكخيا وهو من المساجد الأثرية بالقاهرة
- شارع الأزهر الشريف
- الموسكي وهو سوق من أسواق القاهرة
- المسرح القومي المصري
- شارع عبد العزيز المركز الرئيسي والمورد الأساسي لتجارة الأجهزة الكهربائية والهواتف المحمولة بمصر
- حمام الثلاثاء مركز لتجارة الأدوات المنزلية.
- المركز الرئيسي هيئة البريد المصري
- المناصرة المركز الرئيسي في القاهرة لتجارة الأخشاب والأثاث
- شارع محمد علي مركزاً لتجمع والتقاء الموسيقيين
- مركزا لصناعة الأختام ومتعلقاتها
- يقع في العتبة أكثر من موقف للمواصلات فبها وحدها ما يربوا على الأربعة مواقف.
- تضم كذلك ميدان الأوبرا وبه تمثال إبراهيم باشا نجل محمد علي
- نفق الأزهر
- تضم مركزا لإصلاح الساعات فيما يعرف بممر الساعات
- يوجد بها سوق لكافة أنواع الورق
- كما يوجد بها بشارع عبد العزير مقر شركة توشيبا العربي من أفضل شركات صناعة وبيع الأجهزة الكهربائية r
- يوجد بها سوق للنظارات الطبية والشمسية

 كان يوجد بيت يقال له الثلاثة ولية وكانت هناك سراية العتبة صاحبها الذي بناها الحاج محمد الدارة الشرايبي شاة بالأزبكية وهو صاحب جامع الشرايبي بالأزبكية الذي يعرف باسم جامع البكري ثم تملك هذه الدار من بعده الأمير رضوان كتخدا الجلفي فجددها وبالغ في زخرفتها بعد عام 1160 هجرية ثم اشتراها الأمير محمد بك أبو الدهب الذي كان اليد اليمنى للمملوك الكبير على بك الكبير الذي استقل بمصر عن السلطنة العثمانية ثم غدر به تلميذه وقائد جيوشة أبو الدهب هذا وهو صاحب المسجد الكبير المجاور للجامع الأزهر.
وتزوج محمد بك أبو الدهب محظية رضوان كتخدا صاحب البيت أو السرايا ذات العتبة الزرقاء.. ثم انتقلت ملكية سراية العتبة هذة إلى الأمير طاهر باشا الكبير الذي كان ينافس على بك الكبير على السلطة ثم تملك السرايا قريبه الأمير طاهر باشا الذي ولاة محمد على نظارة الجمارك واستمرت السرايا بيد ورثته إلى ان اشتراها عباس باشا حلمي ثالث ولاة أسرة محمد على فهدمها ووسعها وبناها من جديد على أن تخصص لإقامة والدته أرملة الأمير طوسون واستمرت كذلك إلى زمن الخديوي إسماعيل وعندما قرر إسماعيل تخطيط منطقة الأزبكية وردم ما بقى من البركة راح جزء كبير من السرايا بسبب هذا التنظيم وإن بقى منها القصر العظيم الذي أصبح مكانه المحكمة المختلفة خلف دار الأوبرا القديمة وبجوار صندوق الدين الذي هو الآن مقر مديرية الصحة بالقاهرة بجوار مبنى البوسطة العمومية.
و هو الحد الجنوبي الذي يفصل حي باب الشعرية عن حي الموسكي... وهو سرة القاهرة ومركز النشاط التجاري، منذ أن أخذ الخديوي إسماعيل يخطط عاصمته الجديدة بإنشاء الأحياء الجديدة مثل ميدان الإسماعيلية (ميدان التحرير الآن) و جاردن سيتي والقلب التجاري بين شارع فؤاد من الشمال إلى ميدان التحرير في الجنوب ومن شارع رمسيس إلى الأزبكية شرقا .

## أماكن في العتبة

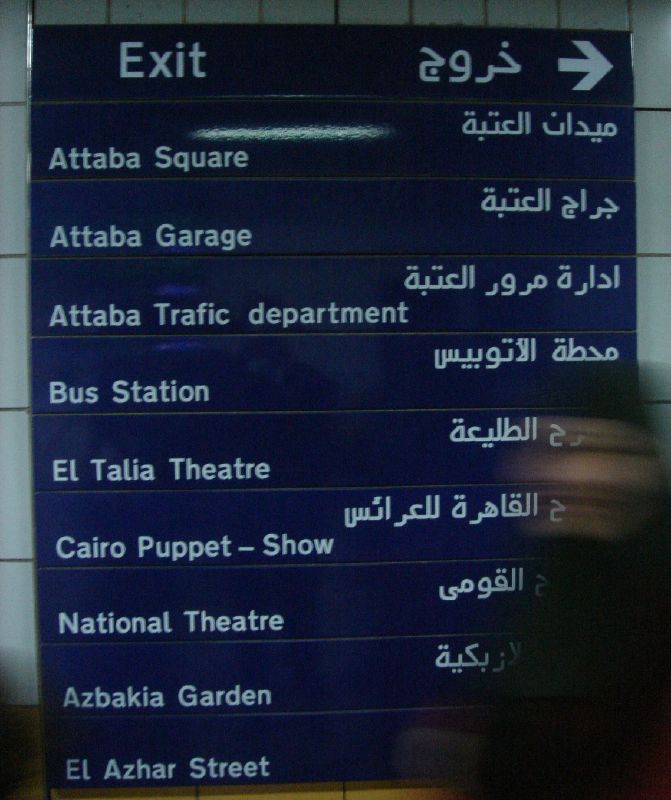
لافتة عند مخرج محطة مترو القاهرة

- سور الأزبكية وهو المكان الأشهر لتجارة الكتب والمجلات المستعملة على تنوع واختلاف مجالاتها
- مسجد الكخيا وهو من المساجد الأثرية بالقاهرة
- شارع الأزهر الشريف
- الموسكي وهو سوق من أسواق القاهرة
- المسرح القومي المصري
- شارع عبد العزيز المركز الرئيسي والمورد الأساسي لتجارة الأجهزة الكهربائية والهواتف المحمولة بمصر
- حمام الثلاثاء مركز لتجارة الأدوات المنزلية.
- المركز الرئيسي هيئة البريد المصري
- المناصرة المركز الرئيسي في القاهرة لتجارة الأخشاب والأثاث
- شارع محمد علي مركزاً لتجمع والتقاء الموسيقيين
- مركزا لصناعة الأختام ومتعلقاتها
- يقع في العتبة أكثر من موقف للمواصلات فبها وحدها ما يربوا على الأربعة مواقف.
- تضم كذلك ميدان الأوبرا وبه تمثال إبراهيم باشا نجل محمد علي
- نفق الأزهر
- تضم مركزا لإصلاح الساعات فيما يعرف بممر الساعات
- يوجد بها سوق لكافة أنواع الورق
- كما يوجد بها بشارع عبد العزير مقر شركة توشيبا العربي من أفضل شركات صناعة وبيع الأجهزة الكهربائية r
- يوجد بها سوق للنظارات الطبية والشمسية .

## من خصائص العتبة
- يعد نقطة الأصل للقاهرة فمنه وإليه تقاس المسافات على الطرق السريعة من وإلى العاصمة وذلك لوقوع مكتب بريد القاهرة الرئيسي بها.
- لا يكاد يخلو وقت من نهار أو ليل إلا وتجد فيه العتبة تعج بالبشر.
- تعد كذلك مركزا ثقافيا فبها المسرح القومي ومسرح الطفل
- ينتشر بها الباعة الجائلين في شتى أرجاءها حتى أنك تكاد لا تبصر تحت قدميك .